# Pada (Indonesië)
Pada is een bestuurslaag in het regentschap Lembata van de provincie Oost-Nusa Tenggara, Indonesië. Pada telt 841 inwoners (volkstelling 2010).